# Brendan Gallagher
Brendan Gallagher (Edmonton, Alberta, 6 de mayo de 1992), apodado Gally, es un jugador profesional canadiense de hockey sobre hielo que se desempeña en la posición de extremo derecho en Montreal Canadiens, equipo de la National Hockey League (NHL).

## Carrera
Fue seleccionado en la quinta ronda en la NHL Entry Draft de 2010. En 2012 hizo su debut profesional con el equipo Montreal Canadiens, donde lleva jugando doce temporadas.